# Convair B-58 Hustler
Chiếc Convair B-58 Hustler là kiểu máy bay ném bom phản lực tốc độ cao hoạt động đầu tiên của Hoa Kỳ đạt được tốc độ siêu thanh Mach 2. Chiếc máy bay được phát triển cho Bộ chỉ huy Không quân Chiến lược Không quân Hoa Kỳ vào cuối những năm 1950. Cho dù được áp dụng những kỹ thuật tinh vi và tính năng bay đạt được tốc độ Mach 2, tính linh hoạt trong hoạt động bị giới hạn bởi chi phí cao và các yêu cầu trong nhiệm vụ bị thay đổi, khiến nó chỉ có thời gian hoạt động ngắn ngủi từ năm 1960 đến năm 1969. Vai trò chuyên biệt của nó được tiếp nối bởi những máy bay ném bom siêu thanh khác của Hoa Kỳ, chiếc FB-111A và sau đó là chiếc B-1 Lancer. Nó nhận được nhiều tiếng xấu do tạo ra tiếng nổ siêu thanh, thường được công chúng nghe thấy khi nó bay ngang ở tốc độ siêu thanh.

## Thiết kế và phát triển
Nguồn gốc của chương trình B-58 được bắt đầu vào tháng 2 năm 1949, khi một gói thầu thiết kế cho chương trình nghiên cứu Máy bay Ném bom Tổng quát hóa (GEBO II) được công bố bởi Bộ chỉ huy Nghiên cứu và Phát triển Hàng không (ARDC) tại Căn cứ Không quân Wright-Patterson. Một số các hãng đã tham gia dự thầu bao gồm Boeing, Convair, Curtiss, Douglas, Martin và North American Aviation.
Được chế tạo dựa trên kinh nghiệm sẵn có của Convair về kiểu máy bay tiêm kích cánh tam giác trước đây, khởi đầu bởi chiếc XF-92A, một loạt các thiết kế GEBO II được phát triển bao gồm nghiên cứu các cấu hình cánh xuôi và cánh nữa tam giác, nhưng sắp đặt theo kiểu cánh tam giác. Đề nghị cuối cùng của Convair, mang tên mã FZP-110, là một thiết kế máy bay ném bom căn bản hai chỗ ngồi cánh tam giác trang bị động cơ General Electric J53. Tính năng bay được ước lượng sẽ đạt tốc độ tối đa 1.000 dặm mỗi giờ và tầm bay xa 3.000 dặm.
Không quân Hoa Kỳ đã chọn Boeing (kiểu MX-1712) và Convair để tiếp tục phát triển nghiên cứu Giai đoạn 1. Chiếc Convair MX-1626 tiến triển thêm thành một thiết kế đề nghị được tinh chỉnh hơn và được đặt lại tên là MX-1964 và trở thành thiết kế chiến thắng trong cuộc thầu cạnh tranh, đáp ứng được các tiêu chuẩn SAB-51 (máy bay ném bom siêu thanh) và SAR-51 (máy bay trinh sát siêu thanh).
Kiểu thiết kế B-58 là chương trình máy bay ném bom siêu thanh "thực thụ" đầu tiên của Không quân Hoa Kỳ. Thiết kế của Convair dựa trên kiểu cánh tam giác với mép trước cánh xuôi một góc 60° và bốn động cơ turbo phản lực General Electric J79-GE-1, có khả năng bay gấp hai lần tốc độ âm thanh. Cho dù cánh có diện tích lớn nhằm có được áp lực cánh tương đối thấp, nó lại được cho là khá phù hợp một cách đáng ngạc nhiên để bay nhanh ở độ cao thấp. Đội bay gồm ba người (phi công, sĩ quan hoa tiêu/ ném bom, và sĩ quan hệ thống phòng thủ) được bố trí ngồi trong ba khoang riêng biệt sắp đặt trước sau. Những phiên bản sau này đã cung cấp cho mỗi thành viên một khoang thoát hiểm kiểu mới cho phép phóng ra ở độ cao 21.000 m (70.000 ft) ở tốc độ lên đến Mach 2 (2.450 km/h; 1.320 mph). Không giống các ghế phóng tiêu chuẩn vào thời đó, đây là kiểu một "vỏ sò" bảo vệ mang ghế và cần điều khiển cùng với bình oxy gắn liền. Trong một chương trình thử nghiệm thật khác thường, những con gấu sống đã được sử dụng để thử nghiệm thành công hệ thống phóng này. Sau này chiếc XB-70 sẽ sử dụng một hệ thống tương tự như vậy.
Vì nhiệt lượng sinh ra khi bay ở tốc độ Mach 2 là rất lớn, không chỉ khoang dành cho đội bay, mà khoang chứa bánh đáp và khoang chứa thiết bị điện tử cũng được điều áp và điều hòa nhiệt độ. Chiếc B-58 đã áp dụng lần đầu tiên một trong những kiểu tấm nhôm cấu trúc tổ ong, gồm những lá nhôm mặt trong và mặt ngoài ép lên một lớp tổ ong làm bằng nhôm và sợi thủy tinh.
Chiếc B-58 thường mang tiêu biểu một vũ khí nguyên tử trong một cụm thon MB-1C bên dưới thân. Từ năm 1961 đến năm 1963 nó được tái trang bị hai đế sắp đặt tiếp nối trước sau dưới mỗi cánh ở phía trong động cơ, mang được bom nguyên tử B43 hoặc B61, nên tổng cộng có năm vũ khí nguyên tử cho mỗi máy bay. Một khẩu pháo M61 Vulcan được gắn trên một tháp súng đuôi điều khiển bằng radar dành cho phòng thủ, nhưng một số đã khám phá ra rằng ở tốc độ Mach 2, tốc độ đầu đạn bắn ra không nhanh hơn nhiều so với tốc độ máy bay. Mặc dù Không quân Mỹ đã khảo sát khả năng sử dụng chiếc B-58 trong vai trò tấn công bằng vũ khí thông thường, nó chưa bao giờ được trang bị để mang hay ném bom thông thường khi hoạt động. Một cụm trinh sát hình ảnh, chiếc LA-331, đã được đưa ra. Nhiều kiểu cụm chuyên dùng khác dành cho phản công điện tử hay tên lửa hành trình đời đầu đã được xem xét, nhưng không được áp dụng.

## Lịch sử hoạt động
Các đội bay B-58 là những lực lượng ưu tú được tuyển chọn từ các phi đội ném bom chiến lược. Do một vài đặc tính riêng biệt của một chiếc máy bay cánh tam giác, những phi công đã sử dụng chiếc F-102 Delta Dagger trong việc huấn luyện chuyển loại sang chiếc Hustler. Chiếc máy bay rất khó lái và đội bay ba người thường xuyên bận bịu nhưng tính năng bay của chiếc máy rất xuất sắc. Một chiếc máy bay Hustler có tải trọng nhẹ có thể lên cao với tốc độ gần 235 m/s (46.000 ft/phút), so sánh được với những chiếc máy bay tiêm kích tốt nhất đương thời, và có thể bay đường trường với đủ tải trọng ở độ cao 26.000 m (85.000 ft). Tuy nhiên, nó có tải trọng vũ khí nhỏ hơn nhiều và tầm bay xa cũng giới hạn hơn so với chiếc B-52 Stratofortress. Nó là một kiểu máy bay cực kỳ đắt tiền để sở hữu (vào năm 1959, báo cáo cho biết mỗi chiếc B-58A được sản xuất ra có giá trị cao hơn vàng cùng trọng lượng). Nó là một kiểu máy bay phức tạp đòi hỏi việc bảo trì thường xuyên và các công cụ bảo trì đặc biệt, làm cho việc duy trì hoạt động nó đắt gấp ba lần chiếc B-52. Nó lại có tỉ lệ tai nạn rất cao không thuận lợi: 26 chiếc máy bay đã bị mất trong các tai nạn, tức là 22,4% số máy bay được sản xuất. Một động cơ bị hỏng khi đang bay ở tốc độ siêu thanh trở nên rất khó để phục hồi an toàn do sự khác biệt về lực đẩy. Bộ chỉ huy Không quân Chiến lược đã tỏ ra hoài nghi về kiểu máy bay này ngay từ lúc khởi đầu, cho dù sau này các đội bay trở nên rất hăng hái đối với kiểu máy bay (tính năng bay và thiết kế thật đáng ngưỡng mộ, cho dù lái nó là không dễ).
Cho đến khi các vấn đề ban đầu hầu như đã được giải quyết và niềm tin của Bộ chỉ huy Không quân Chiến lược về chiếc máy bay được cũng cố, Bộ trưởng Quốc phòng Hoa Kỳ Robert McNamara lại quyết định rằng kiểu máy bay B-58 là một hệ thống vũ khí không thể sống sót được. Chính là trong giai đoạn nó được giới thiệu mà các hệ thống tên lửa đất-đối-không bắt đầu có mặt và trở nên một hệ thống vũ khí nguy hiểm một khi Liên Xô bố trí chúng một cánh rộng rãi. "Giải pháp" cho vấn đề này là phải bay ở tầm thấp, tối thiểu hóa tầm nhìn của radar và do đó rút ngắn thời gian phát hiện. Trong khi chiếc Hustler có thể bay những kiểu phi vụ như vậy, nó lại không thể bay ở tốc độ siêu thanh, và do đó từ bỏ những tính năng bay cao mà thiết kế dành cho nó. Tầm bay xa trung bình cũng bị ảnh hưởng do không khí dày đặc hơn ở cao độ thấp. Kế hoạch cho nghỉ hưu sớm vào năm 1970 được bắt đầu đưa ra từ năm 1965, cho dù có những nỗ lực của Không quân nhằm trì hoãn, kế hoạch vẫn được tiến hành theo thời biểu. Chiếc B-58 hoạt động cuối cùng được cho nghỉ hưu vào ngày 16 tháng 1 năm 1970, hầu hết được thay thế bằng chiếc FB-111A, một phiên bản máy bay ném bom chiến lược hai chỗ ngồi của kiểu máy bay tiêm kích General Dynamics F-111 có hình dạng cánh thay đổi cánh cụp cánh xòe), được thiết kế cho vai trò tấn công ở độ cao thấp, cho dù nó nhỏ hơn và tổn phí thấp hơn.
Có tổng cộng 116 chiếc B-58 được sản xuất: 30 máy bay thử nghiệm và 86 chiếc kiểu sản xuất hằng loạt B-58A. Đa số các máy bay thử nghiệm sau này được nâng cấp đủ tiêu chuẩn hoạt động. Tám chiếc được trang bị như là kiểu máy bay huấn luyện TB-58A. Một số chiếc B-58 được sử dụng trong các thử nghiệm đặc biệt trong nhiều kiểu khác nhau, bao gồm một chiếc (số hiệu 665, tên lóng "Snoopy") dùng để thử nghiệm hệ thống radar dành cho chiếc máy bay tiêm kích đánh chặn Lockheed YF-12. Nhiều phiên bản cải tiến (và thường mở rộng), đặt tên là B-58B và B-58C bởi nhà sản xuất, được đề nghị nhưng chưa bao giờ được chế tạo. Cho đến nay vẫn còn tám chiếc B-58 sống sót.

## Các phiên bản

Một chiếc B-58 số hiệu 55-0665 tại sa mạc Mojave.

XB-58Chiếc nguyên mẫu. Có hai chiếc được chế tạo.
YB-58APhiên bản tiền sản xuất. Có 11 chiếc được chế tạo.
B-58AMáy bay ném bom chiến lược tầm trung ba chỗ ngồi. Có 86 chiếc được chế tạo.
TB-58APhiên bản máy bay huấn luyện, Có tám chiếc được cải biến từ kiểu YB-58A.
NB-58ATên gọi dành cho một chiếc YB-58A dùng thử nghiệm kiểu động cơ J93, vốn ban đầu được dự định sử dụng cho kiểu máy bay ném bom XB-70 Valkyrie tốc độ Mach 3.
RB-58APhiên bản trang bị cụm trinh sát dưới bụng. Có 17 chiếc được chế tạo.
B-58BPhiên bản đề nghị không được chế tạo. Bộ chỉ huy Không quân Chiến lược dự định đặt hàng 185 chiếc máy bay ném bom cải tiến này; nhưng bị hủy bỏ do cắt giảm kinh phí.
B-58CPhiên bản đề nghị không được chế tạo. Phiên bản mở rộng có nhiều trữ lượng nhiên liệu hơn và động cơ J58 có lực đẩy 32.500 lb (cùng kiểu động cơ cho chiếc Lockheed SR-71). Các nghiên cứ thiết kế thực hiện trên cấu hình hai và bốn động cơ, có tốc độ tối đa ước lượng khoảng Mach 3, bay đường trường siêu thanh ở tốc độ khoảng Mach 2, và trần bay 70.000 ft cùng khả năng mang bom thông thường. Convair đã ước lượng tầm bay xa khoảng 5.200 hải lý. Chiếc B-58C được đề nghị như là giải pháp thay thế rẻ tiền hơn cho kiểu North American XB-70. Vì các hệ thống phòng không của đối phương chống lại những chiếc máy bay ném bom tốc độ cao tầm cao xâm nhập được phát triển, giá trị của kiểu B-58C bị lu mờ và chương trình bị hủy bỏ vào đầu năm 1961.

## Các nước sử dụng
Hoa Kỳ
- Không quân Hoa Kỳ

## Đặc điểm kỹ thuật (B-58A)
Nguồn: Quest for Performance

### Đặc tính chung
- Đội bay: 3 người: phi công; hoa tiêu/điều khiển radar/ném bom; sĩ quan hệ thống phòng thủ (DSO: điều khiển phản công điện tử và phụ tá cho phi công).
- Chiều dài: 29,5 m (96 ft 9 in)
- Sải cánh: 17,3 m (56 ft 9 in)
- Chiều cao: 8,9 m (29 ft 11 in)
- Diện tích bề mặt cánh: 143,3 m² (1.542 ft²)
- Kiểu cánh: NACA 0003.46-64.069 root, NACA 0004.08-63 tip
- Diện tích cản: 0,97 m² (10,49 ft²)
- Hệ số nâng/lực cản: 0,0068
- Tỉ lệ dài/rộng cánh: 2,09
- Lực nâng của cánh: 214,9 kg/m² (44,01 lb/ft²)
- Trọng lượng không tải: 25.200 kg (55.560 lb)
- Trọng lượng có tải: 30.786 kg (67.871 lb)
- Trọng lượng cất cánh tối đa: 80.240 kg (176.890 lb)
- Động cơ: 4 x động cơ General Electric J79-GE-5A turbo phản lực lực đẩy 15.600 lbf (69,3 kN) mỗi động cơ

### Đặc tính bay
- Tốc độ lớn nhất: 2.240 km/h (Mach 2,1, 1.400 mph) ở độ cao 12.000 m (40.000 ft)
- Tốc độ bay đường trường: 985 km/h (530 knots, 610 mph)
- Tầm bay tối đa: 7.590 km (4.100 nm, 4.720 mi)
- Bán kính chiến đấu: 3.220 km (1.510 nm, 1.740 mi)
- Trần bay: 19.300 m (63.400 ft)
- Tốc độ lên cao: 13,7 m/s (2.700 ft/min)
- Tỉ lệ lực đẩy/khối lượng: 0,919
- Tỉ lệ lực nâng/lực cản: 11,3 (không mang vũ khí/nhiên liệu phụ)

### Vũ khí
- 1 x pháo tự động M61 Vulcan 20 mm (0,787 in)
- 4 × bom nguyên tử B43 hoặc B61; tải trọng tối đa 8.823 kg (19.450 lb)

## Nội dung liên quan

### Máy bay tương tự
- TSR-2
- A-5 Vigilante
- Avro Vulcan
- Boeing XB-59
- Dassault Mirage IV
- Tupolev Tu-22 'Blinder'

### Trình tự thiết kế
- XB-55 - B-56 - B-57 - B-58 - XB-59 - YB-60 - TM-61

### Danh sách liên quan
- Danh sách máy bay chiến đấu
- Danh sách máy bay quân sự Hoa Kỳ